# Walter Ciocca
Pour les articles homonymes, voir Ciocca.
Walter Ciocca (1907-1984) est un auteur de bande dessinée argentin.
Actif de 1948 au début des années 1980, ce dessinateur réaliste utilisant un style proche de la gravure sur bois s'est principalement intéressé au folklore, à l'histoire populaire et à la vie des gauchos et Indiens de son pays. Il a notamment créé en 1954 Lindor Covas (es), dont il a animé les aventures dans le quotidien La Razón jusqu'en 1981.